# Alain Nef
Alain Nef (nacido el Alain Nef), 6 de febrero de 1982 es un futbolista suizo.

## Selección nacional
Ha sido internacional con la Selección de fútbol de Suiza, ha jugado 3 partidos internacionales y ha anotado 1 gol.

## Clubes
| Club                 | País   | Año           |
| -------------------- | ------ | ------------- |
| FC Winterthur        | Suiza  | 2001          |
| FC Zürich            | Suiza  | 2002 - 2006   |
| Piacenza             | Italia | 2006 - 2008   |
| Udinese              | Italia | 2008-2009     |
| Recreativo de Huelva | España | 2009          |
| Triestina Calcio     | Italia | 2009-2010     |
| BSC Young Boys       | Suiza  | 2010-presente |

## Palmarés

### Campeonatos nacionales
| Título             | Club      | País  | Año  |
| ------------------ | --------- | ----- | ---- |
| Copa de Suiza      | FC Zürich | Suiza | 2005 |
| Superliga de Suiza | FC Zürich | Suiza | 2006 |